# 丸井ことの
丸井 ことの（まるい ことの）は日本の女性声優。主にアダルトゲームに関与している。

## 出演作品

### ゲーム
2012年
- 神がかりクロスハート!（聖猫）
- 恋剣乙女（柴崎薫）

2013年
- 大図書館の羊飼い（御園千莉[1]）